# Marcus Aurelius Salvius

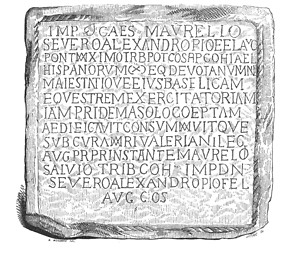
Die Inschrift

Marcus Aurelius Salvius war ein im 3. Jahrhundert n. Chr. lebender Angehöriger des römischen Ritterstandes (Eques).
Durch eine Inschrift, die bei den Castra Exploratorum (Netherby) gefunden wurde und die auf 222 datiert ist, ist belegt, dass Salvius Kommandeur (Tribunus) der Cohors I Aelia Hispanorum milliaria equitata war, die zu diesem Zeitpunkt in der Provinz Britannia stationiert war.
Salvius ließ beim Kastell darüber hinaus einen Altar mit einer Weihinschrift aufstellen, den er der Göttin Fortuna Conservatrix weihte.